# Флемлинген
Флемлинген (нем. Flemlingen) — община в Германии, в земле Рейнланд-Пфальц. 
Входит в состав района Южный Вайнштрассе. Подчиняется управлению Эденкобен.  Население составляет 394 человека (на 31 декабря 2010 года). Занимает площадь 3,87 км².